# 鈕緯
鈕緯（1508年—1578年），字仲文，號石溪，浙江紹興府會稽縣人，民籍，明朝政治人物。

## 生平
嘉靖十三年（1534年）甲午科浙江鄉試第六十名舉人。嘉靖二十年（1541年）中式辛丑科會試第二百七名，登第三甲第四十六名進士。二十二年任祁门县。歷禮科給事中，嘉靖二十九年（1550年）陞江西按察司僉事。三十一年以原官降直隶常熟县丞，三十二年升福清县知县，升常州府通判，三十六年升太平府同知。升廣東按察司佥事，四十三年改山東佥事、整饬武德兵备道，丁憂歸。归里后，钮纬锐意藏书，建藏书楼曰世学楼，收藏至万卷。

## 家族
曾祖鈕達，贈按察司僉事；祖父鈕清，號宜庵，山東按察司副使；父鈕廷信，字朝节，号玉泉；母陳氏。慈侍下。兄经，弟绪、绎。季子钮琳，字粹甫，号鼎岩。生子承玄、承敏、承爽。孫女婿商維濬（字景哲，號半埜）。